# Heinrich Kühn

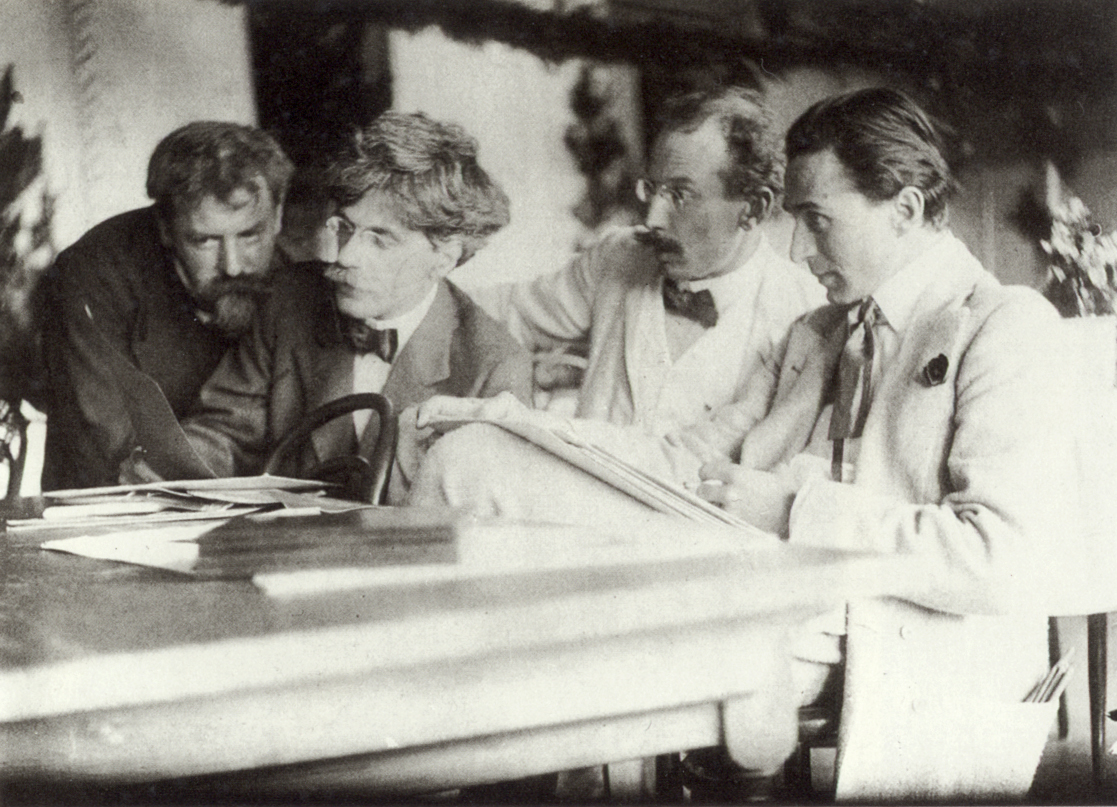
Frank Eugene, Alfred Stieglitz, Heinrich Kühn a Edward Steichen v roce 1907

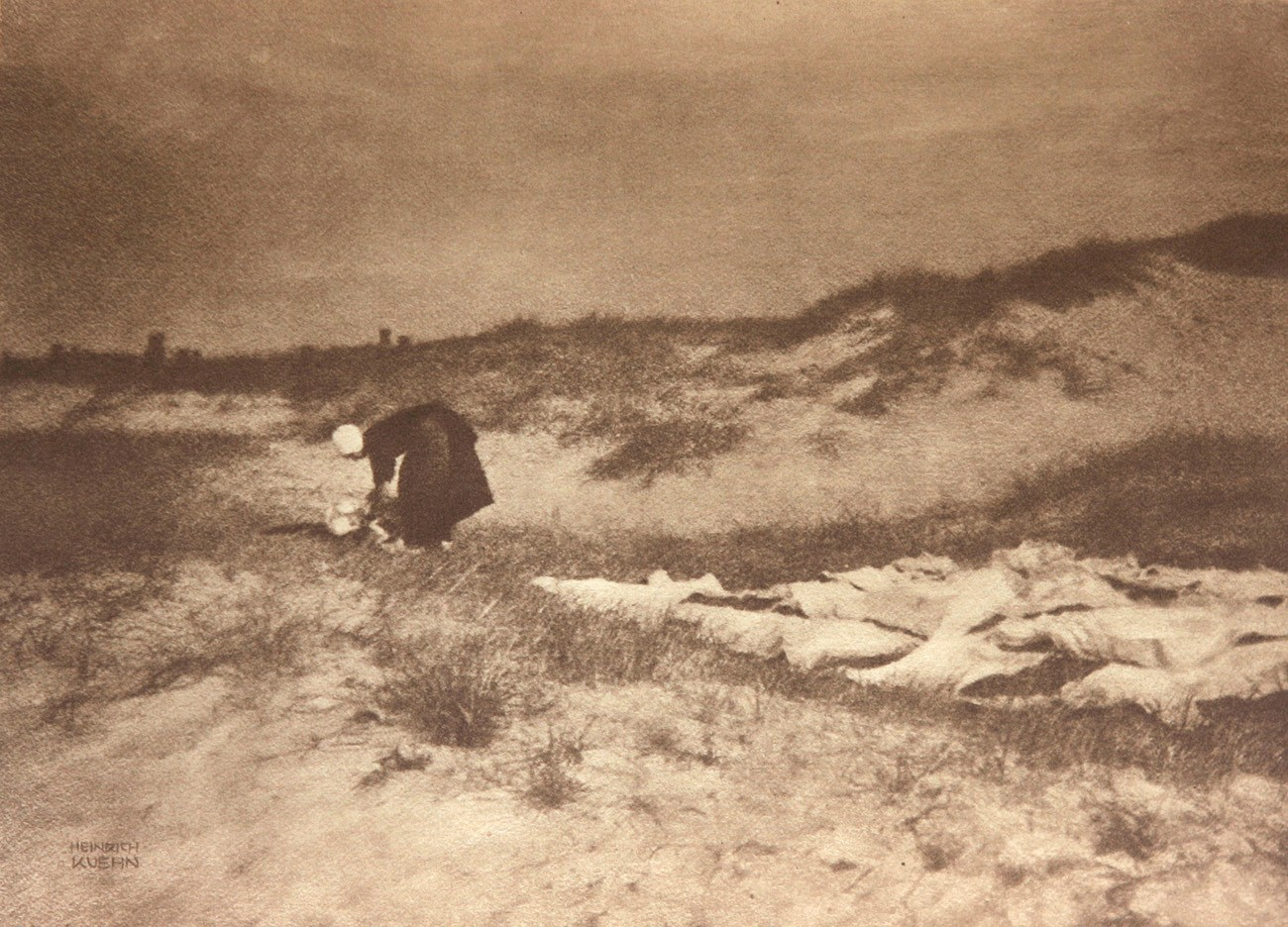
Heinrich Kühn: Pradlena v dunách, 1906

Carl Christian Heinrich Kühn (25. února 1866, Drážďany – 14. září 1944, Birgitz) byl rakouský fotograf a pionýr fotografie. Byl jedním ze členů Vídeňského trojlístku, kam kromě něj patřili Hans Watzek a Hugo Henneberg.

## Život a dílo
S jeho obrazy, které jsou ve stylu impresionismu se řadí mezi zakladatele výtvarné fotografie – fotografického stylu, který se etabloval na mezinárodní úrovni jako umění vůbec. Jeho obrazy působí jako by byly pořízené měkce kreslícím objektivem a působí velmi piktorialisticky.
Technicky pracoval hlavně s gumotiskem, který vylepšil kombinovanou technikou vícenásobné vrstvené gumy. To způsobovalo dříve netušeným způsobem tvůrčí vliv na obraz a barevnou manipulaci. Tuto metodu vyvíjel ve Vídni společně s profesorem Hansem Watzekem a Hugem Hennebergem.
Kühn v roce 1911 vynalezl proces gumové gravury, což je kombinace heliogravury a gumotisku. V roce 1915 vyvinul proniklý klih – chromátování (povrchové zušlechťování kovů chromovými sloučeninami), které se používá v rybím klihu jako koloid, který vedl k efektu gumotisku. Vynalezl také syngrafii, což je – dnes zapomenutý – postup, při kterém se pracuje se dvěma negativy s různou citlivostí, přičemž je u pozitivu dosažerno vyššího tonálního rozsahu. Kühn na to používal dvouvrstevný film s různou citlivostí a hlavně v reprodukční fotografii.
Jeho fotografie jsou také součástí sbírky Fotografis, která byla představena na začátku roku 2009 v Praze.
Dědeček Heinricha Kühna byl sochař Christian Gottlieb Kühn.

## Galerie

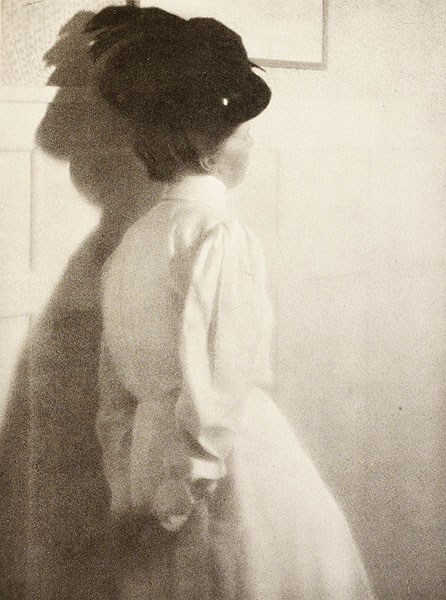
Studie, 1911
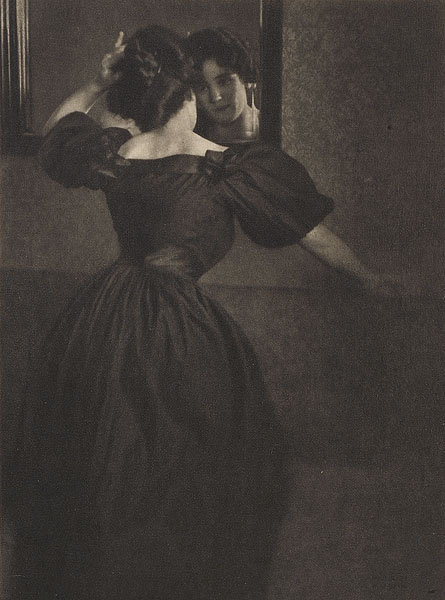
Dívka se zrcadlem, 1906
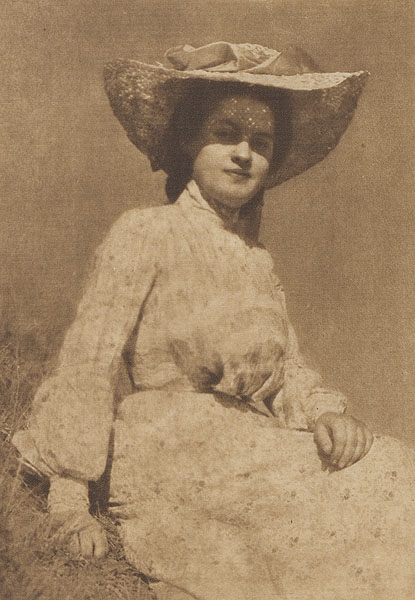
Sluneční svit, 1906
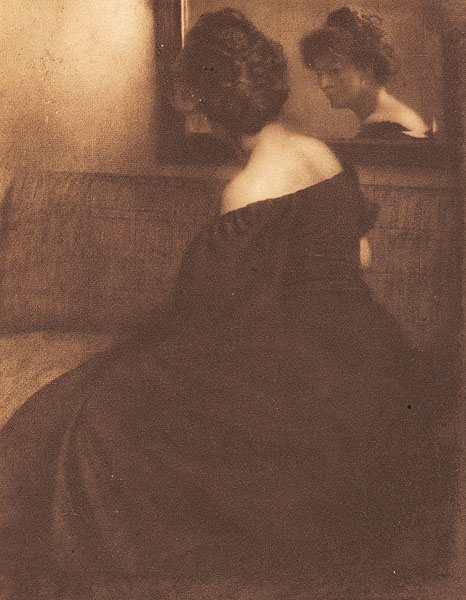
Zrcadlo, 1911
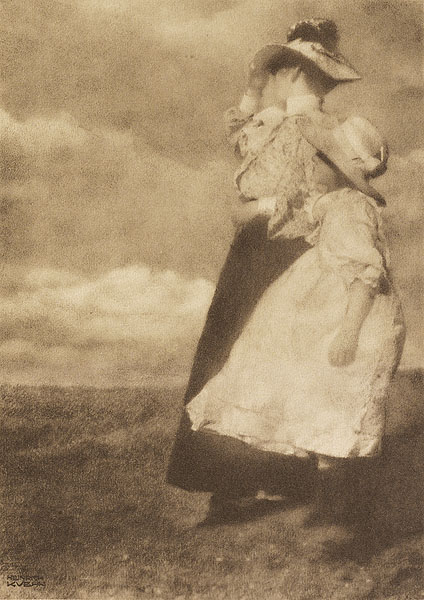
Vítr, 1911
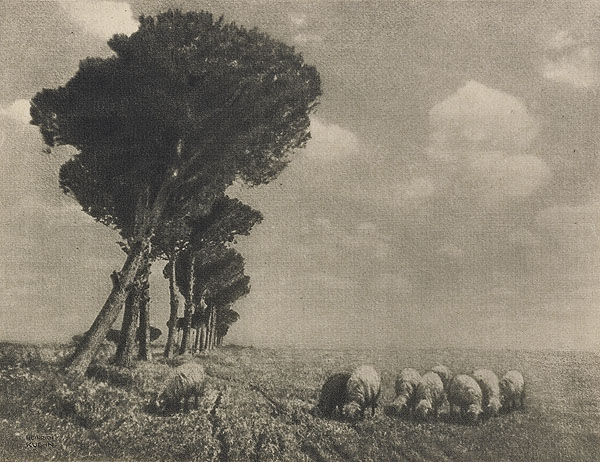
Campagna Romana, 1906
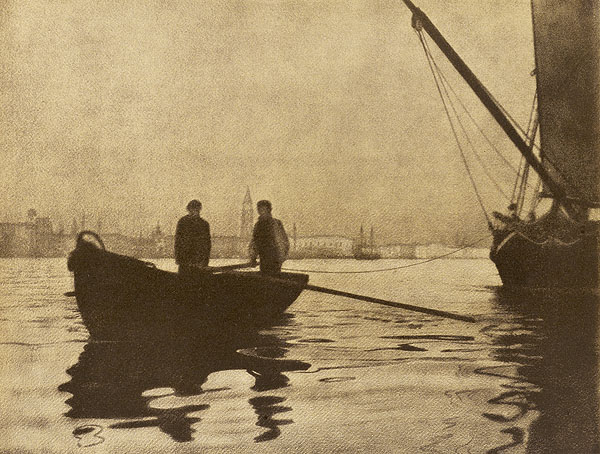
Benátky, 1911
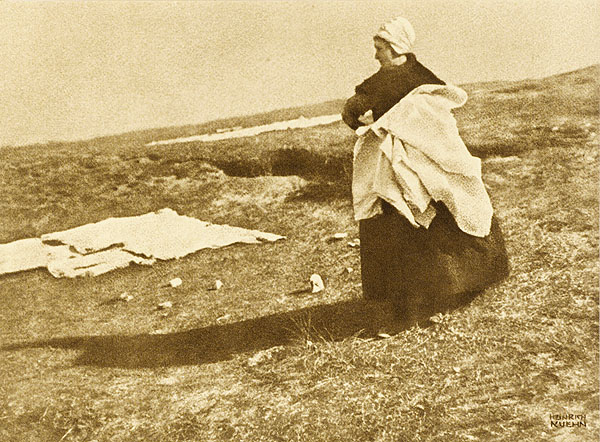
Na dunách, 1911
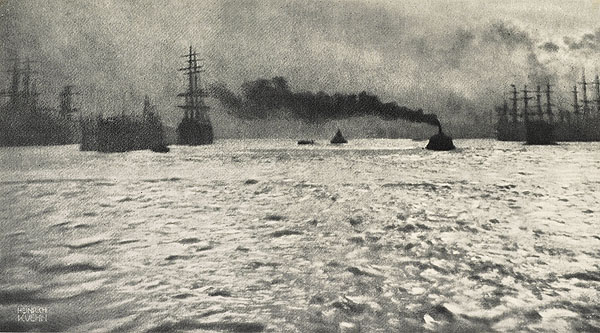
Hamburský přístav, 1911